# Sandy Koufax
Sanford Koufax (właśc. Sanford Braun ur. 30 grudnia 1935) – amerykański baseballista, który występował na pozycji miotacza przez 12 sezonów w Major League Baseball.

## Życiorys
Urodził się w żydowskiej rodzinie w Nowym Jorku. Po tym jak jego matka wyszła drugi raz za mąż, przyjął nazwisko ojczyma. Studiował na University of Cincinnati, gdzie grał w koszykówkę. W 1954 wstąpił do uniwersyteckiej drużyny baseballowej, gdzie był obserwowany przez skautów Brooklyn Dodgers Billa Zinsera oraz Ala Campanisa. 14 grudnia 1954 roku w wieku niespełna 19 lat podpisał kontrakt z Dodgers. W MLB zadebiutował w czerwcu 1955; 27 sierpnia tego roku w meczu przeciwko Cincinnati Reds zaliczył swoje pierwsze zwycięstwo. W ciągu pierwszych sześciu sezonów Koufax nie występował regularnie i w 1960 roku poprosił generalnego menadżera „Dodgersów” Buzziego Bavasiego o transfer. Ostatecznie zdecydował się pozostać na kolejny sezon.
W sezonie 1961 wystąpił w 42 meczach (w 35 jako starter), zaliczył 18 zwycięstw i 13 porażek, był najlepszy w National League z liczbą 269 w klasyfikacji strikeoutów (pobił rekord Christy Mathewsona ustanowiony w 1903 roku). Rok później Dodgers przenieśli siedzibę z Nowego Jorku do Los Angeles. Występując na nowym domowym stadionie Dodger Stadium, Koufax poprawił swoje ERA z 4,29 na 1,75. 30 czerwca 1962 w meczu przeciwko występującym pierwszy sezon w MLB New York Mets, rozegrał swojego pierwszego, a 11 maja 1963 w spotkaniu z San Francisco Giants, drugiego w karierze no-hittera. W sezonie 1963 został wybrany MVP National League oraz nagrodzony Cy Young Award, a także po zwycięskich dla Dodgers World Series wybrano go MVP finałów; był również zdobywcą Potrójnej Korony (25 zwycięstw, 306 strikeouts, 1,88 ERA). 6 kwietnia 1964 w meczu przeciwko Philadelphia Phillies zagrał trzeciego w karierze no-hittera, a magazyn Sports Illustrated wybrał go najlepszym sportowcem roku.
W sezonie 1965 pomimo kontuzji ramienia zdobył ponownie Triple Crown (26 zwycięstw, 382 strikeouts, 2,04 ERA), po raz czwarty w karierze zwyciężył w World Series, otrzymał nagrodę Cy Young Award, a także po raz drugi Babe Ruth Award. 9 września 1965 w meczu przeciwko Chicago Cubs rozegrał perfect game, był to zarazem jego czwarty no-hitter w karierze i 8. perfect game w historii Major League Baseball. W 1966 roku, w którym po raz trzeci sięgnął po Potrójną Koronę (27 zwycięstw, 317 strikeouts, 1,73 ERA), z powodu nasilającej się kontuzji ramienia postanowił przedwcześnie zakończyć karierę. W 1972 został członkiem Galerii Sław Baseballu.

## Nagrody i wyróżnienia
| Nagroda/wyróżnienie                    | Lata                                        | Źródło |
| MVP American League                    | 1963                                        | [ 12 ] |
| 7× All-Star                            | 1961¹, 1961², 1962¹, 1963, 1964, 1965, 1966 | [ 7 ]  |
| 4× zwycięzca w World Series            | 1955, 1959, 1963, 1965                      | [ 13 ] |
| 2× World Series MVP                    | 1963, 1965                                  | [ 14 ] |
| 2× Babe Ruth Award                     | 1963, 1965                                  | [ 15 ] |
| 3× Triple Crown                        | 1963, 1965, 1966                            | [ 16 ] |
| Major League Baseball All-Century Team |                                             | [ 17 ] |
| 3× NL Cy Young Award                   | 1963, 1965, 1966                            | [ 12 ] |
| Baseball Hall of Fame                  | od 1972                                     | [ 11 ] |
| # 32 zastrzeżony przez Dodgers         | 1972                                        | [ 18 ] |